# Manteler Forst

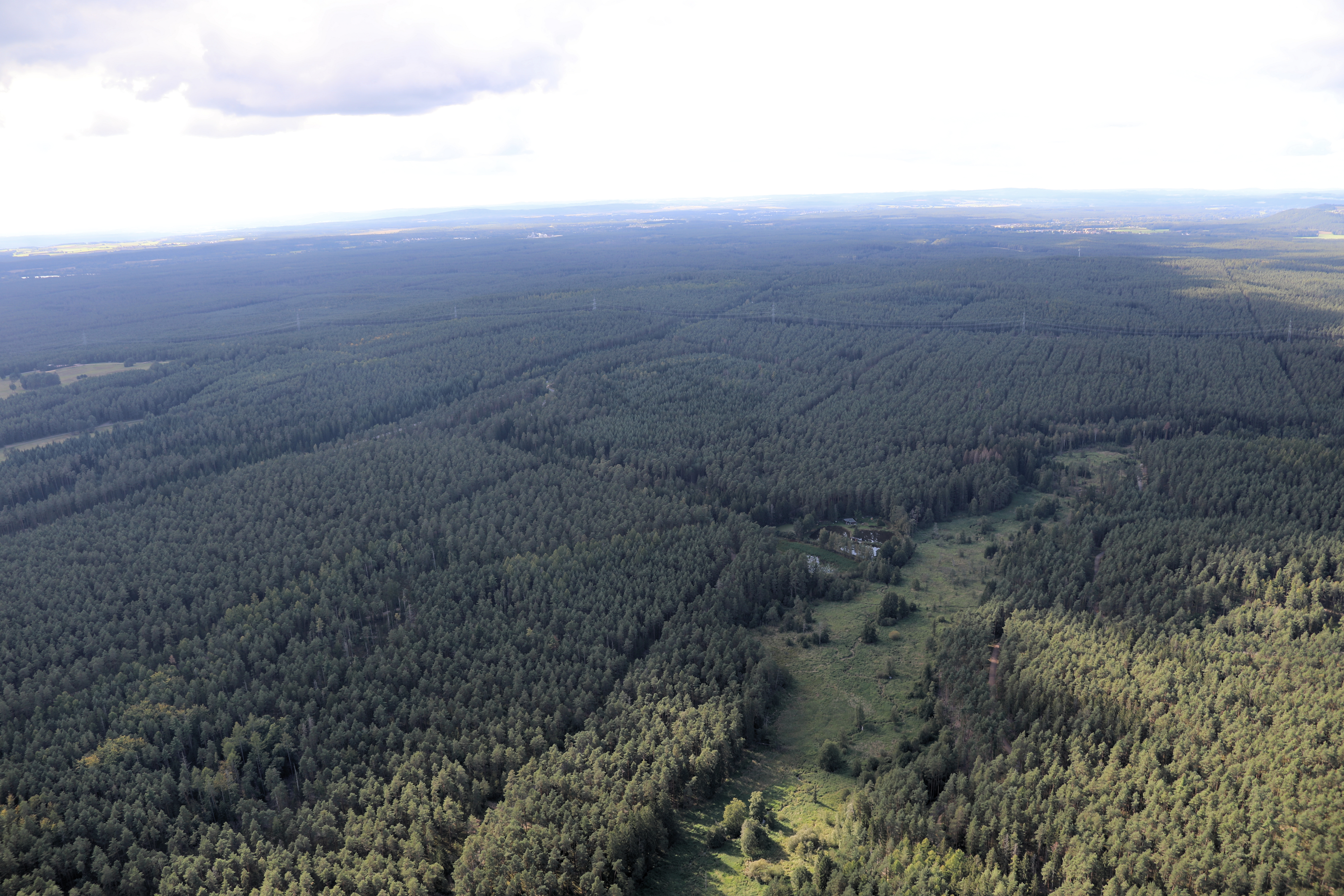
Manteler Forst (2023)

Der Manteler Forst ist ein gemeindefreies Gebiet und eine Gemarkung im Landkreis Neustadt an der Waldnaab in der Oberpfalz.

## Geographie
Das gemeindefreie Gebiet Manteler Forst ist 30,78 km² groß, unbewohnt und überwiegend bewaldet. Es setzt sich zusammen aus dem Gemarkungsteil 0 der Gemarkung Schwarzenbach und dem Gemarkungsteil 1 der Gemarkung Manteler Forst.
Die Gemarkung Manteler Forst hat eine Fläche von etwa 29,0 km² und hat Gemarkungsteile im gemeindefreien Gebiet Manteler Forst (1) und in den Gemeinden Mantel (0), Schwarzenbach (2), Weiden in der Oberpfalz (3) und Parkstein (4).

### Nachbargemeinden
|                     | Gemeinde Schwarzenbach                      |                               |
| Gemeinde Grafenwöhr | Kompassrose, die auf Nachbargemeinden zeigt | Stadt Weiden in der Oberpfalz |
|                     | Gemeinde Mantel                             |                               |

## Nutzung
Das Gebiet wird hauptsächlich forstwirtschaftlich genutzt durch den Forstbetrieb Schnaittenbach der Bayerischen Staatsforsten. Die Bahnstrecke Weiden–Bayreuth verläuft in nordwestlicher Richtung durch den Manteler Forst.
Der Manteler Forst gehört nach Angaben der Bayerischen Staatsforsten zu den artenreichsten Gebieten in Bayern. Seine große Bedeutung für den Naturschutz gründet sich vor allem auf das enge Nebeneinander von trockenen Sandlebensräumen, naturnahen Gewässern und Mooren. Es gibt folgende Naturschutzgebiete:
- Naturwaldreservat Gscheibte Loh
- Fauna-Flora-Habitat-Gebiet Lohen im Manteler Forst mit Schießlweiher und Straßweiherkette[6]